# 沙流川歴史館
沙流川歴史館（さるがわれきしかん）は北海道沙流郡平取町二風谷にある博物館。

## 概要
沙流川流域特に、平取町領域の「カンカン2遺跡」や「二風谷遺跡」をはじめとする遺跡で発掘された縄文時代や続縄文時代、擦文時代、江戸時代以前のアイヌ文化の時代の出土品、土器のほか金属器などが展示されている。また、明治以降の平取町領域についても、関連展示がある。収蔵品は、約1000点ある。
レクチャーホールもある。

## 住所
- 北海道沙流郡平取町字二風谷227-2

アクセス
- バス－JR富川駅から道南バスで約20分、札幌駅前と日高ターミナルとを結ぶ1日1往復の高速「ひだか号」で約2時間弱、『資料館前』に停車する。
- 自家用車－JR富川駅から約25分

最寄の建物
- 二風谷アイヌ文化博物館の向かいである。